# North Buffalo (Dakota del Sur)
North Buffalo es un territorio no organizado ubicado en el condado de Buffalo en el estado estadounidense de Dakota del Sur. En el Censo de 2010 tenía una población de 89 habitantes y una densidad poblacional de 0,26 personas por km².

## Geografía
North Buffalo se encuentra ubicado en las coordenadas 44°9′50″N 99°7′15″O / 44.16389, -99.12083. Según la Oficina del Censo de los Estados Unidos, North Buffalo tiene una superficie total de 338.47 km², de la cual 337.62 km² corresponden a tierra firme y (0.25%) 0.85 km² es agua.

## Demografía
Según el censo de 2010, había 89 personas residiendo en North Buffalo. La densidad de población era de 0,26 hab./km². De los 89 habitantes, North Buffalo estaba compuesto por el 97.75% blancos, el 0% eran afroamericanos, el 1.12% eran amerindios, el 1.12% eran asiáticos, el 0% eran isleños del Pacífico, el 0% eran de otras razas y el 0% pertenecían a dos o más razas. Del total de la población el 0% eran hispanos o latinos de cualquier raza.